# Raymond Fellay
Raymond Fellay, född den 16 januari 1932 i Verbier, död 29 maj 1994, var en schweizisk alpin skidåkare. 
Fellay blev olympisk silvermedaljör i störtlopp vid vinterspelen 1956 i Cortina d'Ampezzo.